# Ischnojoppa luteator
Ischnojoppa luteator là một loài tò vò trong họ Ichneumonidae.